# 868 Лова
868 Лова (868 Lova) — астероїд головного поясу, відкритий 26 квітня 1917 року.
Тіссеранів параметр щодо Юпітера — 3,343.